# Oued Mouillah
Der Oued Mouillah ist mit einer Länge von 124 km und einem Einzugsgebiet von 2650 km² ein linker Nebenfluss des Oued Tafna in Algerien und Marokko.

## Verlauf
Der Oued Mouillah entspringt als Mecta in der Provinz Tlemcen, direkt an der Grenze zu Marokko. Er beschreibt einen weiten Bogen nach Nordwesten. In seinem oberen Verlauf hat er nur wenige Nebenflüsse. Erst kurz vor der Mündung nahm er von rechts seinen größten Nebenfluss Mehagene (im Unterlauf Ourdeffou) auf, der allerdings inzwischen genau wie der Mouillah in die Barrage Boughrara mündet.

## Hydrometrie
Die Durchflussmenge des Mouillah wurde an der Mündung über die Jahre 1983 bis 2009 gemittelt, gemessen (in m³/s).